# Cuenca hidrológica de la laguna de Zapotlán
La cuenca hidrológica de la laguna de Zapotlán se encuentra dentro de la cuenca endorreica de Zapotlán el Grande del estado de Jalisco, México, y comprende el territorio municipal de Zapotlán el Grande en un 52.94 %, Gómez Farías en un 24.09 %, San Gabriel (antes Venustiano Carranza) en un 14.48 %, Tamazula de Gordiano en un 2.73%, Zapotiltic en un 2.23%, Tuxpan en un 1.92 %, y porciones territoriales de los municipios de Sayula en un 1.22 % y Atoyac en un 0.39 %. Tiene una superficie de 461 kilómetros cuadrados. Su altitud máxima es de 3880 m s. n. m. (metros sobre el nivel del mar) en el volcán “Nevado de Colima”, el parteaguas sur de la cuenca, y su altitud mínima es de 1488 m s. n. m. al centro de la cuenca, en el lago de Zapotlán.

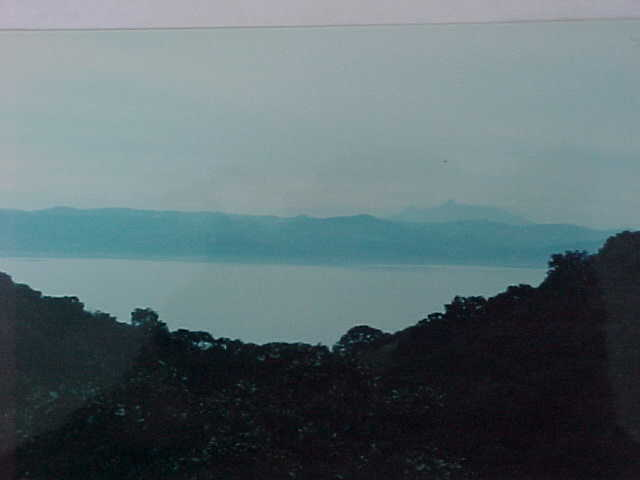
Cuenca hidrológica de la laguna de Zapotlán

En el centro de la cuenca se tiene identificado un humedal que, de acuerdo con los lineamientos para la clasificación de los humedales, es un lago, más conocido como "Laguna de Zapotlán".
El 1 de marzo de 2005 fue elaborada la ficha informativa de los Humedales de Ramsar para la Laguna de Zapotlán, conocida como FIR.
La laguna hidrológica de Zapotlán fue denominada sitio Ramsar el 5 de junio de 2005 al comprobar que cumple con 3 de los 9 criterios establecidos por la Convención de Ramsar de 2005.
Se caracteriza por ser la única zona de volcanes activos del país y un área rica en endemismos con presencia de aparatos volcánicos que aparecen sobre pisos sedimentarios-metamórficos con fallas y fracturas activas, que han separado las cuencas cerradas de Zapotlán, Sayula, Zacoalco, Atotonilco y la del Lago de Chapala. El sitio representa un área productiva tanto pesquera como artesanal, agrícola y recreativa. Es en la única parte del occidente del país donde se tiene un lago, un volcán de fuego y una montaña con nieve en determinadas épocas del año, lo que genera condiciones de biodiversidad faunística y florística, así como atractivo para el turismo.

## Origen
La Laguna de Zapotlán, constituye un humedal formado de manera natural, gracias a los movimientos tectónicos registrados hace setenta mil millones de años. A esta etapa, le siguieron, hace trece mil millones de años, de periodos erosivos y movimientos de placas tectónicas que fracturaron la corteza, configurando fosas tectónicas y diseñando un sistema montañoso cerrado cuyas aguas escurren hacia un receptor y tiene patrones de drenaje sub-dendrítico, dendrítico y sub-paralelo con corrientes de agua de 3.89 corrientes por kilómetro cuadrado en laderas, los cuales dieron origen a la laguna de Zapotlán.

## Importancia histórica
Su importancia histórica trasciende desde las culturas prehispánicas que se asentaban cerca de los humedales ya que desempeñan diversas funciones vitales como: almacenamiento de agua dulce, protección contra tormentas e inundaciones, recarga y descarga de acuíferos, purificación agua mediante la retención de nutrientes y la estabilización de las condiciones climáticas locales. La Laguna de Zapotlán es parte del patrimonio cultural de la humanidad ya que están ligados a creencias religiosas, cosmológicas, culturales, así como, refugio de especies de aves, especies de fauna migratorios y en peligro de extinción.

## Clima
Tiene dos grandes grupos de climas; el templado que abarca más del 85 % de la superficie y el seco que abarca 14 %. Su temperatura media anual en el Nevado de Colima (la parte más alta de la cuenca) registras las menores temperaturas entre los 8 y 10 °C, en la zona media y bajo se encuentra entre los 14 y 20 °C, y la del mes más frío es menor a 22 °C; además, en la parte más baja de la cuenca en las inmediaciones del lago y entre Ciudad Guzmán se presenta un clima más cálido, con temperaturas medias por arriba de los 22 °C y entre los 30 °C y más de 18 °C en los meses más fríos.
Sus registros de precipitación pluvial más altos son, en el sur de la cuenca en las faldas del Nevado de Colima, de entre 1200 y 5000 mm, en la zona media, de entre 800 y 1200 mm, y, en la parte más baja, de entre 600 y 800 mm. Además, su precipitación es del 88.5 % en los meses de junio a octubre, del 8.3 % de enero a mayo, y del 3.2 % en noviembre y diciembre.

## Tipos de suelo
En la subcuenca de la Laguna de Zapotlán se encuentran siete tipos de suelos:
| Tipo           | Porcentaje |
| -------------- | ---------- |
| Regosol        | 41.97 %    |
| Cambisol       | 29.94 %    |
| Phaeozem       | 12.50 %    |
| Arenosol       | 7.10 %     |
| Cuerpo de agua | 2.99 %     |
| Localidad      | 2.76 %     |
| Leptosol       | 2.18 %     |
| Andosol        | 0.79 %     |
| Gleysol        | 0.47 %     |

### Características de los suelos
Dentro de la cuenca hidrológica se encuentra mucha fragilidad en los suelos, la cual está ligada a sitios con altos contenidos de materia orgánica por su formación y asociación a suelos forestales y se pueden encontrar capas superficiales obscuras, suaves y ricas en materias orgánicas y nutrientes, estas capas están adaptadas a cualquier tipo de cultivo.

## Geología
En la subcuenca de la Laguna de Zapotlán se encuentran diferentes tipos de rocas presentes en la zona:
| Tipo             |
| ---------------- |
| Toba             |
| Ignimbrita       |
| Dacita           |
| Andesita         |
| Brecha volcánica |

La mayoría son ígneas neutras, básicas y ácidas.

## Vegetación
La vegetación predominante en la cuenca es bosque de pino-encino en la cuenca alta, seguida de la selva baja caducifolia en la zona alta y media de las cuencas y pastizal inducido, además existen otros bosqes de coníferas en proporciones menores.
Vegetación acuática en la laguna de Zapotlán:
| Tipo de vegetación  | Vegetación presente | Vegetación presente | Vegetación presente | Vegetación presente |
| ------------------- | ------------------- | ------------------- | ------------------- | ------------------- |
| Acuática latifolia  | Typha               | Phragmites          | Scirpus             | Cyperus             |
| Acuática micrófila  | Lemma               | Salvinia            |                     |                     |
| Acuática rosetófila | Pistia              | Nymphaea            | Eichhornia          |                     |

Vegetación semi-acuática en la laguna de Zapotlán:
| Tipo de vegetación | Vegetación presente | Vegetación presente | Vegetación presente | Vegetación presente         |
| ------------------ | ------------------- | ------------------- | ------------------- | --------------------------- |
| Subacuática        | Myriophyllium       | Chara               | Potamogeton         | Schoenoplectus californicus |

Especies vegetales acuáticas endémicas en peligro de extinción, enlistadas en la NOM059-SEMARNAT-2001:
| Especies amenazadas      |
| ------------------------ |
| Zinowiewia concinna      |
| Ficus glycycarpa         |
| Genciana spathacea Kunth |
| Comarostaphylis discolor |
| Solanum marginatum       |

Vegetación terrestre en la cuenca de la laguna de Zapotlán:
| Vegetación presente   | Vegetación presente       | Vegetación presente    | Vegetación presente |
| --------------------- | ------------------------- | ---------------------- | ------------------- |
| Bosque de pino        | Bosque de encino          | Bosque mesófilo        | Zacatonal           |
| Bosque de pino-encino | Bosque de Abies           | Selva baja caducifolia |                     |
| Bosque de encino-pino | Bosque de pino Hartweggii | Pastizal inducido      |                     |

## Fauna

### Mamíferos
En la laguna de Zapotlán se encuentran 40 especies de mamíferos distribuidas en 7 órdenes y 14 familias:
| Nombre común      | Nombre científico         |
| ----------------- | ------------------------- |
| Ardillas citellus | Spermophilus citellus     |
| Ardillas Sciurus  | Sciurus vulgaris          |
| Armadillo         | Dasypus nomencyctus       |
| Cacomixtle        | Bassariscus astutus       |
| Coatí             | Nasua narica              |
| Comadreja         | Mustela frenata           |
| Conejo del Este   | Sylvilagus floridanus     |
| Coyote            | Canis latrans             |
| Mapache           | Procyon lotor             |
| Murciélago        | Mormoopidae               |
| Murciélago        | Molossidae                |
| Murciélago        | Tadarida                  |
| Murciélago        | Lasiurus                  |
| Murciélago        | Leptonycteris             |
| Murciélago        | Pipistrellus pipistrellus |
| Murciélago        | Plecotus                  |
| Murciélago        | Antrozous pallidus        |
| Murciélago        | Myotis                    |
| Murciélago        | Vespertilionidae          |
| Ratas             | Sigmodon hispidus         |
| Ratones           | Peromyscus mekisturus     |
| Ratones           | Baiomys                   |
| Ratones           | Reithrodontomys           |
| Tlacuache         | Didelphis marsupialis     |
| Zorrillo          | Conepatus                 |
| Zorrillo          | Mephitis                  |
| Zorrillo          | Spilogale                 |

Especies de mamíferos en peligro de extinción, enlistadas en la NOM059-SEMARNAT-2001:
| Especies amenazadas                           |
| --------------------------------------------- |
| Murciélago trompudo (Choeronycteris mexicana) |
| Ratón (Peromyscus maniculatus)                |
| Musaraña (Sorex saussurei cristobalensis)     |

### Aves
La Laguna de Zapotlán brinda refugio a especies de aves acuáticas en las etapas de su desarrollo, reproducción y tránsito migratorio. Se tiene un inventario de 52 especies, 47 de ellas acuáticas y 5 terrestres, comprendidas en 17 familias y 40 géneros.
La avifauna en la Laguna de Zapotlán, representa una derrama económica importante, como atractivo ecoturístico, se encuentra en un corredor migratorio de aves que vienen de Norteamérica y Centroamérica, en donde se llegan a concentrar más de 25 000 individuos en el humedal, siendo un atractivo para el aspecto cultural y científico.

### Reptiles
Las principales especies de reptiles que se encuentran en la cuenca de la laguna de Zapotlán son:

### Tabla de especies de reptiles[2]
| Nombre común                    | Nombre científico               |
| ------------------------------- | ------------------------------- |
| Alicante                        | Pituophis deppei                |
| Culebra de Agua de Panza Negra  | Thamnophis melanogaster         |
| Culebra chirrionera roja        | Masticophis flagellum           |
| Falsa Coralillo                 | Lampropeltis triangulum nelsoni |
| Coral ratonera                  | Lampropeltis triangulum         |
| Tortuga casquito pecho quebrado | Kinosternon herrerai            |

### Anfibios
En la laguna se han registrado 5 especies de anfibios agrupados en 1 orden y 2 familias. La especie más representativa es la rana de patas largas.

### Peces
Las principales especies de peces que se encuentran en la laguna de Zapotlán son:
| Nombre común | Nombre científico     |
| ------------ | --------------------- |
| Tiro         | Goodea atripinnis     |
| Guppy        | Poeciliopsis infans   |
| Charales     | Chirostoma lucius     |
| Carpa        | Ciprinus carpio       |
| Tilapia      | Oreochromis sp.       |
| Lobina       | Micropterus salmoides |

## Turismo
La avifauna resulta importante para el ecoturismo, hay épocas en donde se concentran más de 25 000 aves migratorias en la laguna, siendo atractivo cultural y científico.